# Nhi Le

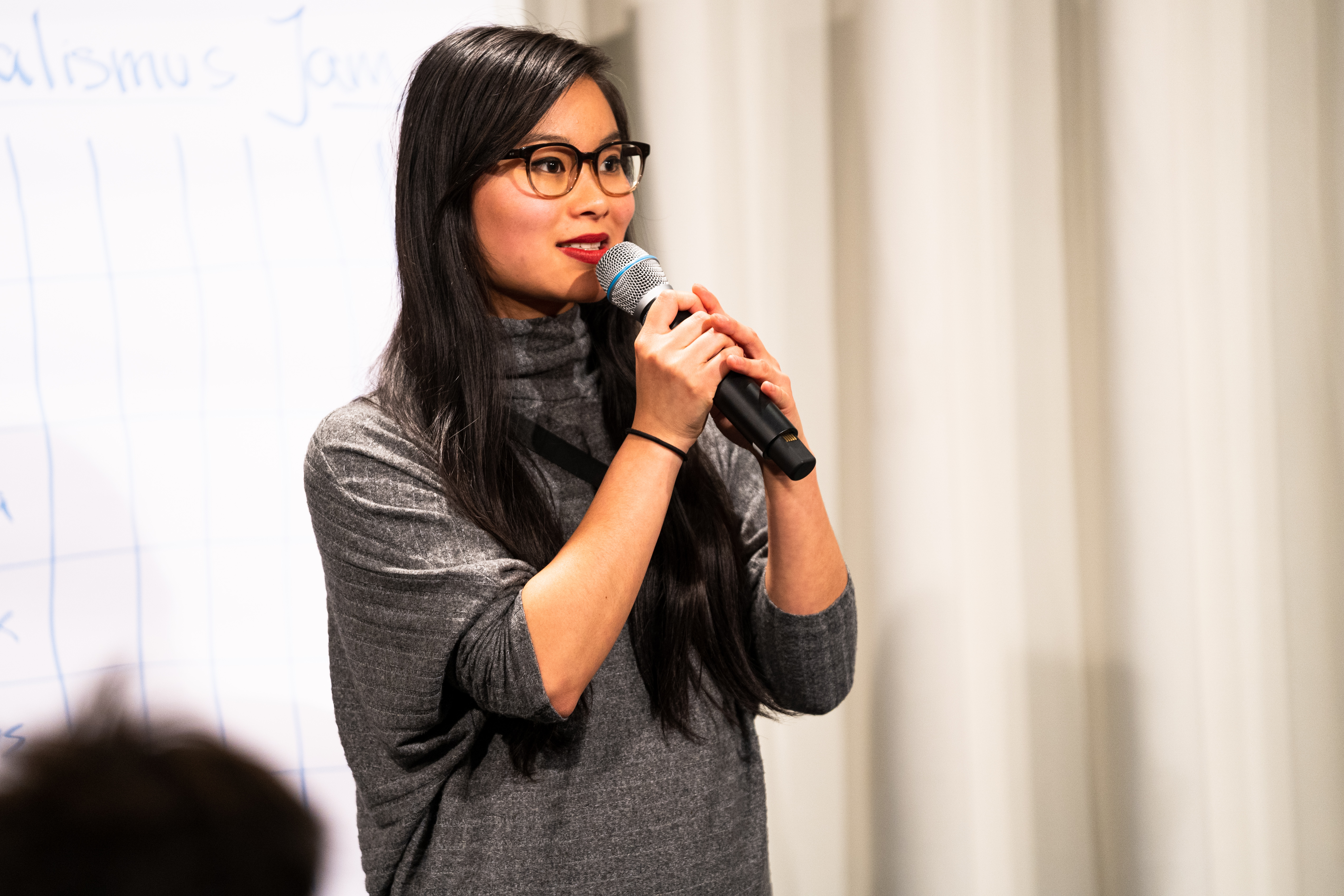
Nhi Le (2019)

Nhi Le (* 1995 in Thüringen) ist eine deutsche Journalistin, Rednerin, Moderatorin und Autorin.

## Leben
Nach ihrem Abitur studierte Le im Bachelor Kommunikations- und Medienwissenschaft an der Universität Leipzig und im Doppelmaster Global Mass Communication and Journalism an der Universität Leipzig sowie der Ohio University. Im Master war sie Stipendiatin des DAAD. Ihre Eltern kommen aus Vietnam und sind in die ehemalige DDR emigriert. Le lebt und arbeitet in Leipzig.

## Poetry Slam
Le nahm von 2013 bis 2017 regelmäßig und zumeist mit Prosa-Texten erfolgreich an Poetry Slams teil. So gewann sie 2013 die Thüringer U20-Landesmeisterschaft und wurde in den Jahren 2013 und 2014 Junior-Preisträgerin des Karl-Marx-Poesie-Preises. 2014 gründete sie gemeinsam mit Leonie Warnke den Sprachaktiv U20 Poetry Slam in Leipzig und somit den ersten U20-Poetry Slam Ostdeutschlands. 2016 folgte ein Ableger der Veranstaltungsreihe in Dresden. Dort trat sie auch regelmäßig als Moderatorin in Erscheinung.

## Journalistin

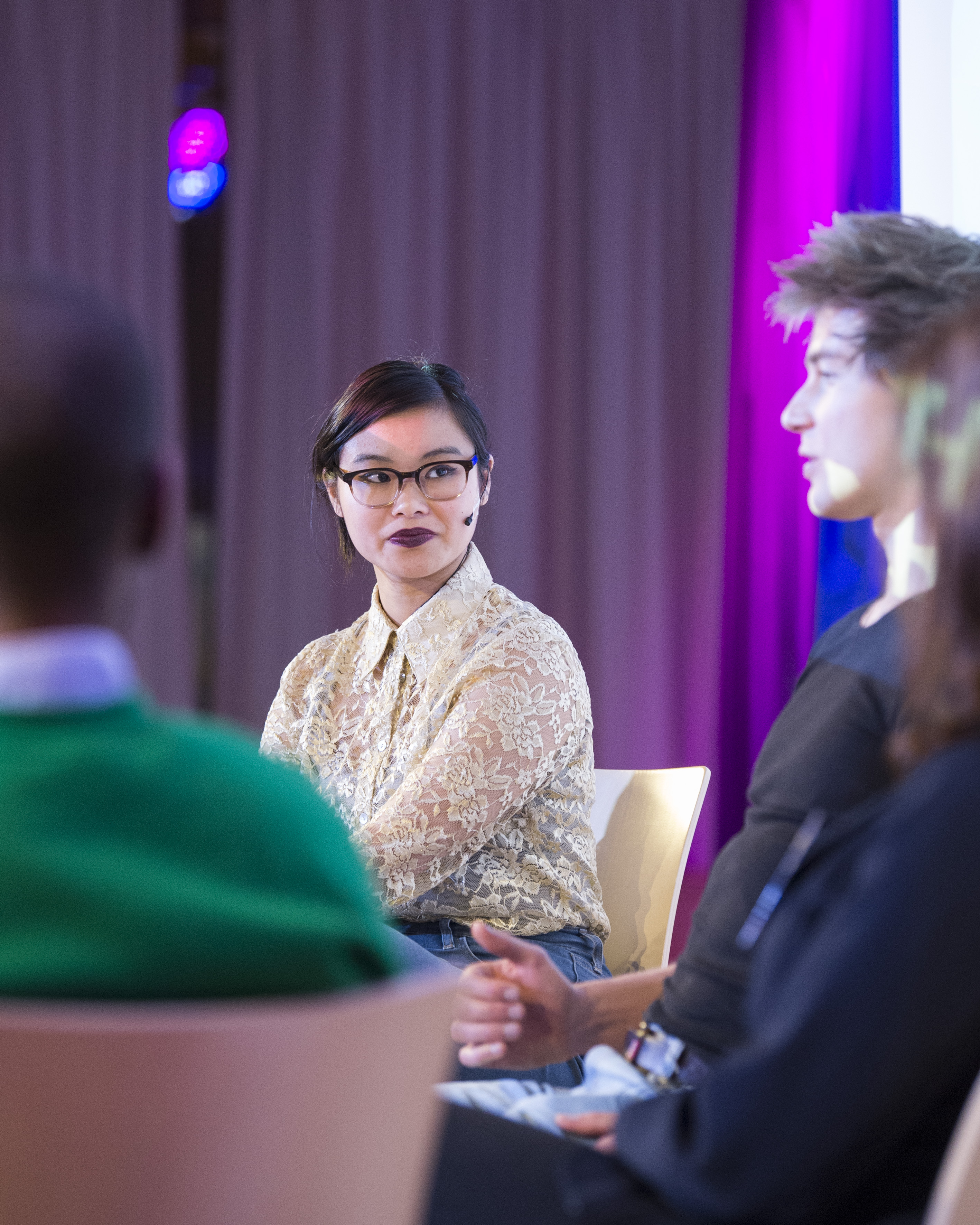
Nhi Le (2017)

Le arbeitete von 2017 bis 2018 als Moderatorin beim funk-Format Jäger & Sammler. Das Video „Hauptsache Sexy“ basierend auf ihrer Bachelorarbeit wurde mit dem Juliane-Bartel-Preis ausgezeichnet. Le sprach im Anschluss daran in diversen Jugendmedien sowie in der NDR-Sendung Panorama – Die Show über das Thema Sexismus und wirkte dort auch als Sidekick in einem Clip mit Michel Abdollahi. Gemeinsam mit Johannes Filous schrieb und moderierte sie „verrückt – den Videopodcast über Gesellschaft und Politik in Sachsen“ des mit dem Grimme Online Award ausgezeichneten Projekts Straßengezwitscher. Darüber hinaus schrieb sie Kolumnen und Artikel unter anderem fürs Couragiert-Magazin, Blonde Magazine, taz, übermedien, Zeit Campus, die Heinrich-Böll-Stiftung und erstellte Beiträge für Deutschlandfunk, Deutschlandfunk Kultur sowie Deutschlandfunk Nova.
Im Zuge der Corona-Pandemie wies Le auf den steigenden Rassismus gegen Asiaten hin. Ein Tweet zum Thema führte zu ihrer Sperrung auf Twitter und löste eine Diskussion um den Missbrauch des NetzDG aus. Le veröffentlichte 2020/2021 auf jetzt.de, einem Onlinemagazin der Süddeutschen Zeitung, für ein Jahr lang eine alle zwei Wochen erscheinenden Kolumne mit dem Titel „The Female Gaze“. Darin beschäftigte sie sich „aus einer medienkulturellen und persönlichen Perspektive damit, wie Serien und Filme unsere Wahrnehmung auf das Frausein beeinflussen“, so Deutschlandfunk Nova.
Seit Oktober 2020 moderiert sie laut eigenen Angaben den Instagram-Account von MDR Investigativ.
Im Sommer 2021 wurde sie vom Medium Magazin zu den Top 30 jungen Talenten im Journalismus gewählt und war auf dem Cover des Magazins.
Sie hat beim Norddeutschen Rundfunk volontiert.

## Rednerin
Als Rednerin hält Le Vorträge und diskutiert auf Panels, meist zu den Themen Feminismus, Rassismus und Medienkultur. Sie hielt Reden und Vorträge für unter anderem die Universität Leipzig, re:publica, TINCON, Disney, Filmkunstmesse Leipzig, Universität Rostock, Verband Deutscher Zeitschriftenverleger, Deutscher Gewerkschaftsbund, TEDx, Institut für Protest- und Bewegungsforschung, Deutscher Journalistenverband und an der Stanford University.

## Moderatorin
Le ist für verschiedene journalistische Formate oder Kulturveranstaltungen als Moderatorin aktiv. Sie moderierte bereits auf dem Sarajevo Film Festival, für die Jugendpresse Deutschland, Amnesty International, beim Kindermedienfestival Goldener Spatz, Plan International und für die Bundeszentrale für politische Bildung.

## Auszeichnungen
- 2013: Thüringer U20 Landesmeisterin im Poetry Slam
- 2013: Junior-Preisträgerin des Karl-Marx-Poesie-Preises
- 2014: Junior-Preisträgerin des Karl-Marx-Poesie-Preises
- 2017: Juliane-Bartel-Preis
- 2021: Medium Magazin: Top 30 bis 30[17]
- 2023: Alternativer Medienpreis: Kategorie Leben[18]

Die Zeit zählte sie 2019 zu den 100 wichtigsten jungen Ostdeutschen. Der Mediendienst turi2 rechnete sie 2020 zu den 20 jungen Journalisten, die 2020 aufgefallen sind.

## Veröffentlichungen
- Nora Gomringer, Clara Nielsen (Hrsg.): Lautstärke ist weiblich. Satyr, 2017, ISBN 978-3-944035-91-8.
- Juliane Streich (Hrsg.): These Girls. Ventil Verlag, 2019, ISBN 978-3-95575-118-0.
- Sebastian Jung (Hrsg.): Ost Deutsch Now. Kerber Verlag, 2019, ISBN 978-3-7356-0647-1.
- Heike Kleffner, Matthias Meisner (Hrsg.): Fehlender Mindestabstand: Die Coronakrise und die Netzwerke der Demokratiefeinde. Herder Verlag. 2021, ISBN 978-3-451-39037-1.